# Cavalier poets
Als cavalier poets („Kavalierdichter“) werden in der englischen Literaturgeschichte eine Reihe von Dichtern bezeichnet, deren Werke in der Regierungszeit König Karls I. während des englischen Bürgerkriegs und im darauffolgenden Interregnum entstanden, also etwa zwischen 1640 und 1660.
Die englischen Dichter dieser Zeit werden zumeist in zwei verschiedene „Schulen“ eingeteilt. Der Begriff cavalier poets wird so meist in Abgrenzung zu den metaphysical poets (den „metaphysischen Dichtern“) verwendet. Während die Gedichte der metaphysicals von religiöser Innerlichkeit und einem zunehmend verrätselten Ausdruck geprägt sind, so bearbeiteten die cavaliers weltliche Themen in einer leicht zugänglichen, gefällig-gediegenen Diktion, vor allem klassische höfische Sujets wie Liebesverklärung und feudale Loyalität. Politisch einte die cavalier poets in den innenpolitischen Wirren der Zeit eine königstreue Haltung.
Den bedeutendsten Einfluss auf die cavaliers übte Ben Jonson aus, weiterhin werden zu den cavalier poets zumeist Sir John Suckling, Sir Richard Fanshawe, William Habington, Robert Herrick, Richard Lovelace, Aurelian Townshend, William Cartwright, Thomas Randolph, James Shirley und Edmund Waller gezählt. Eine Mittelstellung zwischen metaphysicals und cavaliers nimmt Thomas Carew ein.